# Коронини (Коронини)
Коронини (рум. Coronini) је насеље и седиште истоимене општине, која припада жупанији Караш-Северин у Румунији. Налази се на надморској висини од 151 м на левој обали Дунава насупрот Голубачком граду и Голупцу. Према попису из 2021. имао је 1.208 становника.

## Становништво
| 1992. | 2002. | 2011. | 2021. |
| ----- | ----- | ----- | ----- |
| 1.331 | 1.359 | 1.388 | 1.208 |

Коронини је према попису из 2021. имао 1.208 становника што је за 180 мање (-12,97%) у односу на попис из 2011. када је у насељу било 1.388 становника.
Према попису из 2011. већину становништва су чинили Румуни (96,54%).
| Етнички састав према попису из 2011. | Етнички састав према попису из 2011. | Етнички састав према попису из 2011. | Етнички састав према попису из 2011. | Етнички састав према попису из 2011. |
| ------------------------------------ | ------------------------------------ | ------------------------------------ | ------------------------------------ | ------------------------------------ |
|                                      |                                      |                                      |                                      |                                      |
| Румуни                               | Румуни                               |                                      | 1.340                                | 96,54%                               |
| Срби                                 | Срби                                 |                                      | 3                                    | 0,22%                                |
| Чеси                                 | Чеси                                 |                                      | 2                                    | 0,14%                                |
| Непознато                            | Непознато                            |                                      | 43                                   | 3,10%                                |

## Галерија
- Поглед са Голубачке тврђаве 2021. године
- Ветрогенератр у Румунији недалеко од Коронина
- Поглед из Голупца
- Ветропарк